# Expérience de Luria-Delbrück

L'expérience de Luria et Delbrück: des cultures de bactéries sont étalées dans des boîtes contenant des phages. Les 2 possibilités de résultats : (A) si les mutations sont induites par le milieu, on s'attend à ce que le nombre de colonies mutantes par boîte de culture suive une loi de Poisson (fluctuations aléatoires autour d'une moyenne constante). (B) Si les mutations apparaissent spontanément avant la mise en culture avec des phages, chaque culture aura un nombre de mutants qui dépend du nombre de générations écoulées depuis l'événement de mutation ayant conféré la résistance. Le nombre de colonies résistante montrera donc de fortes variations entre boîtes de Petri.

L'expérience de Salvador Luria et Max Delbrück ou test de fluctuation (1943) est une évolution expérimentale qui montre que les mutations génétiques surviennent de manière aléatoire, et ne sont pas induites par la sélection naturelle. Les mutations qui permettent l'adaptation d'une population de bactéries à un milieu par la sélection naturelle apparaissent avant le changement du milieu, et non après la sélection naturelle. Le résultat de cette expérience réfute la théorie selon laquelle le milieu provoque les mutations ciblées, qui permettent l'adaptation des espèces. 
Ainsi la théorie de la sélection naturelle de Darwin qui fut décrite d'abord pour les organismes complexes, s'applique aussi aux bactéries. Cela explique le développement de populations bactériennes résistantes à certains antibiotiques.

## Principes et résultats
Dans leur expérience, Salvador Luria et Max Delbrück inoculent un petit nombre de bactéries dans plusieurs tubes de cultures différents. 
Après une période de croissance, ils étalent des quantités égales de ces cultures séparées sur des gels d'Agar contenant des phages. Si la résistance au virus chez les bactéries est causée par une réponse de la bactérie, alors les nombres de colonies résistantes devraient être assez proches dans chaque boîte. Or ce n'est pas ce qu'ont observé Luria et Delbrück. En fait, les nombres de colonies résistantes varient de manière importante. 
Luria et Delbrück proposèrent que ces résultats pouvaient être expliqués par un taux constant de mutations aléatoires à chaque génération de bactéries dans le premier tube de culture. Delbrück développa un modèle mathématique sophistiqué qui rendit cette hypothèse compatible avec les résultats. La conclusion est donc que les mutations chez les bactéries, comme chez les organismes plus complexes, sont aléatoires et non dirigées.
Les résultats de Luria et Delbrück ont été confirmés de manière moins quantitative par Newcombe (1949).

## Calcul des taux de mutations
L’estimation du taux de mutation (μ) est un processus compliqué et n'a pas été mathématiquement strictement résolue. L'ensemble des méthodes existantes nécessitent l'estimation du nombre moyen de mutations par culture (m). Les meilleurs estimateurs de m sont actuellement la méthode de Ma-Sandri-Sarkar et la fonction génératrice de probabilité. Ces deux méthodes de calcul ont été implémentées dans une application web (bz-rates) permettant le calcul des taux de mutations.

## Confirmation
Newcombe mit en culture des bactéries dans des boîtes de Petri pendant quelques heures, puis il fit des répliques de chaque boîte dans deux autres boîtes de Petri différentes contenant des phages. On ré-étale les colonies apparues dans une des boîtes. L'autre boîte est laissée telle quelle. 
Les deux boîtes sont incubées à 37 °C pendant la nuit. Il en résulte 50 fois plus de colonies dans la boîte qui a été ré-étalée. Ceci montre que les mutations permettant la résistance au virus chez les bactéries sont apparues pendant la première incubation. Les mutations apparaissent avant la sélection.